# Earl Carroll
Pour les articles homonymes, voir Carroll.
Earl « Speedoo » Carroll, né le 2 novembre 1937 à New York et mort le 25 novembre 2012 dans la même ville, est un chanteur américain, membre du groupe doo-wop The Cadillacs dont le plus gros succès est, en 1955, Speedoo, titre devenu par la suite le surnom de Carroll.

## Biographie
Carroll se joint à The Coasters en 1961, quittant le groupe dans les années 1990 pour reformer The Cadillacs.
En 1982, il devient concierge dans une école primaire, mais continue de se donner en représentation au cours du week-end, par exemple à l'Apollo Theater lors de sa cinquantième année. Carroll a inspiré un livre pour enfants, intitulé That's Our Custodian (C'est notre concierge), écrit par Ann Morris.